# Erhard Brucker
Erhard Josef Brucker (* 28. Oktober 1972 in Mainburg) ist ein deutscher Politiker und Bundestagsabgeordneter (AfD – Alternative für Deutschland) des 21. Deutschen Bundestages.

## Leben
Brucker besuchte das Gabelsberger-Gymnasium Mainburg und schloss es mit dem Abitur ab. Danach war er beim Panzergrenadierbataillon 112 in Regen und der StKp 23 in Bad Reichenhall.
Er studierte Rechtswissenschaft an der Universität Regensburg. Seitdem gehört er der Burschenschaft Ostmark Breslau zu Regensburg, einer nichtschlagenden und christlichen Studentenverbindung (bis 2019 im Schwarzburgbund), an. Nach dem Studium eröffnete er ein Geschäft für Tauch- und Wassersport. Er arbeitete über 10 Jahre im Ausland (Asien, Süd- und Mittelamerika).
Brucker ist in zweiter Ehe mit einer Philippinerin verheiratet und lebt im Regensburger Stadtteil Weichs.

## Politik
Brucker war Mitglied des bayerischen AfD-Landesvorstands und wurde in einem Artikel des Münchner Merkur als "einer der organisatorischen Ansprechpartner in Bayern für die 2020 vordergründig aufgelöste völkisch-nationalistische und rechtsextreme Plattform „Der Flügel“ beschrieben.
Brucker wurde 2020 in den Regensburger Stadtrat gewählt.
Bei der Bundestagswahl 2025 kandierte er im Bundestagswahlkreis Passau und zog über Platz 22 der bayerischen AfD-Landesliste in den Bundestag ein. Er ist dort Mitglied im Ausschuss für Tourismus.

## Kontroversen
In einer Urteilsbegründung des Verwaltungsgerichtes München, das die Klage des AfD-Landesverbandes gegen die Beobachtung durch den Bayerischen Verfassungsschutz zurückgewiesen hatte, wurde Brucker mehrfach wörtlich zitiert. Demnach dienen Auftritte und Aussagen Bruckers dem Gericht als wichtiger Beleg dafür, dass das bayerische Landesamt für Verfassungsschutz die Landespartei weiter als rechtsextremistischen Verdachtsfall beobachten darf. Erwähnt werden beispielsweise gemeinsame Auftritte Bruckers mit Jürgen Elsässer, Compact. Vor allem aber seien es Aussagen, die der sich als „Islamexperte“ bezeichnende Brucker in der Vergangenheit von sich gegeben habe.